# 贝特拉克 (大西洋比利牛斯省)
贝特拉克（法語：Bétracq，法語發音：[betʁak]）是法国大西洋比利牛斯省的一个市镇，属于波城区。

## 地理
贝特拉克（43°30'46"N, 0°3'21"W）面积4.7 平方千米，位于法国新阿基坦大区大西洋比利牛斯省，该省份为法国东南部省份，涵盖了贝阿恩与北巴斯克，西临大西洋比斯開灣，北至朗德省，东北接热尔省，东临上比利牛斯省，南与西班牙接壤。
与贝特拉克接壤的市镇（或旧市镇、城区）包括：阿日代、拉斯卡泽尔、马迪朗、苏布勒科斯、克鲁塞耶、拉塞尔、蒙珀扎。

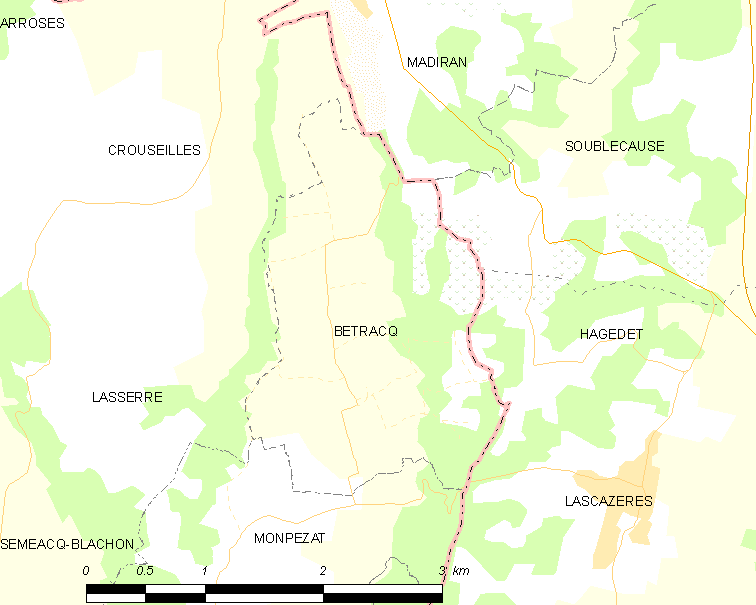
的OSM定位图

贝特拉克的时区为UTC+01:00、UTC+02:00（夏令时）。

## 行政
贝特拉克的邮政编码为64350，INSEE市镇编码为64118。

## 政治
贝特拉克所属的省级选区为吕伊河土地和维克比伊山坡县。

## 人口

1962-2008年间人口变化图示

贝特拉克于2022年1月1日时的人口数量为48人。